# Marcel Jousse
Marcel Jousse (Beaumont-sur-Sarthe, 28 luglio 1886 – Fresnay-sur-Sarthe, 14 agosto 1961) è stato un gesuita e antropologo francese, creatore di una nuova scienza, l'Antropologia del Gesto, che studia il ruolo del gesto e del ritmo nel processo della conoscenza, della memoria e dell'espressione umana.

## Vita
(Marcel Jousse)
Il futuro professore è nato in un ambiente di contadini analfabeti. Fu uno studente brillante. A 12 anni iniziava gli studi di latino e greco e poi di ebraico e di aramaico. A quindici anni già scriveva versi in latino e greco ed era il primo della classe. Dopo il baccalaureato intraprende gli studi di matematica avanzata per diventare astronomo. Ma poi lascia le scienze esatte per dedicarsi alle scienze umane.
Viene ordinato prete diocesano nel 1912 e, nel 1913 entra a far parte della Compagnia di Gesù. Allievo di Marcel Mauss, Pierre Janet, Georges Dumas e di Jean-Pierre Rousselot (creatore della fonetica sperimentale), ha affiancato i più grandi pensatori del suo tempo che hanno riconosciuto in lui un ricercatore eccezionalmente dotato.

## Pensiero
Per comprendere la sua opera è utile ripercorrere le diverse fasi di avvicinamento che, intrecciate alla sua esperienza biografica, lo hanno portato gradualmente alla sintesi del suo pensiero che ha dato vita alla Antropologia del Gesto e della Memoria.
Una prima esperienza fondamentale è quella dell'infanzia in cui apprende le cantilene dondolanti della madre, dotata di una memoria straordinaria. Quelle esperienze di ritmo bilanciato lo forgieranno per tutta la vita.
Una seconda esperienza fondamentale è quella, intorno ai cinque, sei anni, della partecipazione alle veglie paesane del villaggio natale. Le melodie salmodiate con la straordinaria esattezza della tradizione e la spaventosa quantità di contenuti memorizzati da quei contadini illetterati schiude a Jousse un orizzonte del sapere totalmente nuovo ai suoi occhi e che non ha nulla a che fare col sapere libresco. Quello dell'uomo vivo e concreto che apprende dal contatto reale con le cose.
Un'altra esperienza formativa dell'infanzia è quella dei giochi e della capacità dei bambini di giocare a "tutto", cioè di saper rigiocare, quindi rieseguire mimeticamente con tutto il proprio corpo la realtà circostante, diventando così capaci di assimilarla e farla propria.
I primi studi costituiscono per Jousse un'esperienza di segno opposto alle precedenti. L'alfabetismo si caratterizza per i suoi aspetti di deprivazione sensoriale (silenzio, immobilità) opposti alla sovrastimolazione sensoriale (rumore, movimento) che caratterizzava quelle strategia istintiva di apprendimento che è il gioco. In questo contesto emerge un altro dettaglio: il suggerimento. Questo piccolo soffio che suggerisce la parola iniziale al compagno di scuola che non ricorda un verso o una proposizione, fa scoprire a Jousse che l'unità di misura del linguaggio non è la parola, ma il gesto proposizionale. Una volta suggerito l'inizio si giunge in modo automatico fino alla fine e che unito al balancement (dondolamento) costituisce un procedimento antropologico tipico che Jousse ritroverà in vari ambienti etnici, tra cui quello semitico, come legge mnemotecnica di concatenamento delle frasi.
Ma un'esperienza decisiva fu, per Jousse, la vista della mummia egiziana al museo. Intorno al corpo rinsecchito della sacerdotessa egizia c'erano tanti piccoli disegni immobili come mummificati anch'essi. Quasi che quei caratteri fossero stati vivi allo stesso modo di quella sacerdotessa che un tempo era stata viva, quali giochi di uomini che facevano gesti come quelli dei bambini e che ora erano lì immobili. Questo portò, con l'avanzare degli studi classici, a scoprire il gesto orale-globale sotteso ai caratteri del linguaggio algebrico utilizzato nelle nostre culture di stile scritto e libresco. Scoprendo che il Linguaggio è anzitutto mimaggio. Concetto che sfocerà poi nella distinzione degli stadi dell'espressione in Stile corporeo-manuale, Stile orale, Stile scritto e nella enucleazione delle principali leggi antropologiche del bilateralismo, del mimismo e del formulismo che costituiscono i nuclei essenziali attorno ai quali si sviluppa l'Antropologia del gesto e della memoria.

## Opere
La sua ricerca è stata elaborata a partire dallo studio degli ambienti a tradizione orale (da lui qualificati ambienti di Stile orale), ricerca che ha condotto a partire tanto dalla propria personale esperienza d'infanzia vissuta nell'ambiente rurale della Sarthe, quanto attraverso lo studio storico e geografico di diversi ambienti di stile orale, quali alcune tribù di indiani d'America, alcune popolazioni africane e malgasce, i popoli semitici (con particolare rilievo per l'ambiente palestinese-galileo dell'epoca di Gesù), le culture antiche egiziane, greche e cinesi.
Ha pubblicato i primi risultati delle sue ricerche in un importante saggio intitolato Le Style oral rythmique et mnémotechnique chez les Verbo-moteurs (Lo Stile orale ritmico e mnemotecnico presso i Verbo-motori). Questo saggio è particolare già nella sua forma compositiva perché, come illustrato dallo stesso autore, esso segue, nello stesso modo di essere scritto, quell'approccio dell'intussuscepzione mimismologica che descrive nel contenuto. L'autore, infatti, approfondendo lo studio della tematica, ha letto più di 5000 testi di cui ne ha trattenuti 500 di autori anche con posizioni opposte al suo pensiero. Il saggio è composto, essenzialmente, di citazioni di frasi tratte da questi 500 testi: le frasi che meglio esprimevano il suo pensiero, che messe tutte insieme formano un contenuto nuovo ed originale, proprio all'autore; secondo un procedimento tipico delle culture di stile orale, appunto.
Privilegiando l'espressione orale, Marcel Jousse non ha pubblicato, in tutto, che una quindicina di saggi scientifici, preferendo dedicarsi all'attività di insegnamento con la quale poteva praticare ciò che andava scoprendo e teorizzando sull'antropologia del gesto.
Questa attività di insegnamento la svolse nelle vesti di:
- conferenziere presso l'anfiteatro Turgot della Sorbona di Parigi (1931-1957),
- professore della cattedra di antropologia linguistica della Scuola d'antropologia di Parigi (1932-1951),
- conferenziere nell'ambito dei corsi sulle origini del cristianesimo del professor Maurice Goguel alla Scuola pratica di studi avanzati (École pratique des hautes études) (1933-1945),
- direttore del Laboratorio di ritmo-pedagogia presso maestre infantili (1933-1939) nel quadro dell'Istituto di ritmopedagogia da lui stesso fondato.

Ad oggi le migliaia di corsi dispensati nelle Scuole citate sono stati stenografati e dattiloscritti a cura di Gabrielle Baron, sua collaboratrice. Sono a disposizione dei ricercatori presso la biblioteca del Laboratorio di Antropologia sociale del Collège de France, alla biblioteca dell'Institut catholique de Paris e presso la sede dell'Associazione Marcel Jousse, sono anche disponibili su due CD-Rom che ci si può procurare presso l'associazione Marcel Jousse.
| Anni  | Conferenze alla Sorbona                                             | Corsi alla Scuola di Antropologia di Parigi                     | Conferenze alla Ecole des Hautes Etudes                                 | 1 Laboratorio di Ritmo-pedagogia 2 Scuola di Antropo-biologia |
| ----- | ------------------------------------------------------------------- | --------------------------------------------------------------- | ----------------------------------------------------------------------- | ------------------------------------------------------------- |
| 31    | Il gesto nella psicologia etnica e nella psicologia pedagogica      |                                                                 |                                                                         |                                                               |
| 31-32 | La psicologia del gesto e la psicologia stilistica                  |                                                                 |                                                                         |                                                               |
| 32-33 | La psicologia del gesto e la psicologia della memoria               | L'origine del linguaggio e il mimismo umano                     |                                                                         |                                                               |
| 33-34 | La psicologia del gesto e la psicologia dell'invenzione             | L'origine del linguaggio e il gesto orale                       | Le leggi psico-fisiologiche della memoria nello stile orale palestinese | L'evoluzione pedagogica del bambino                           |
| 34-35 | La psicologia del gesto e la psicologia del genio                   | L'origine mimografica della scrittura                           | La psicologia della parabola nello stile orale palestinese              | Il montaggio dei gesti intellettuali nel bambino              |
| 35-36 | La psicologia del gesto e la psicologia dell'insegnamento           | Il mimismo e il linguaggio del bambino                          | I ritmi del vangelo di Giovanni e lo stile orale palestinese            | Il rigioco dei gesti intellettuali nel bambino                |
| 36-37 | La psicologia del gesto e la psicologia del simbolo                 | Il mimismo e la scrittura del bambino                           | I ritmi dei catechismi paolini e lo stile orale palestinese             | La ritmo-pedagogia palestinese del rabbi Iéshoua di Nazareth  |
| 37-38 | La psicologia del gesto e la psicologia della scienza               | Il mimismo e il gioco del bambino                               | I ritmi dell'apocalisse giovannea e lo stile orale palestinese          | Il mimismo umano e la mimo-pedagogia palestinese              |
| 38-39 | La psicologia del gesto e la psicologia dell'arte                   | Il mimismo nel bambino e nel primitivo                          | I ritmi dell'apocalisse sinottica e lo stile orale palestinese          | Il ritmo-catechismo formulare del rabbi Iéshoua di Nazareth   |
| 39-40 |                                                                     | Il linguaggio nel bambino e nel primitivo                       | I ritmi dell'apocalisse di Esdra e lo stile orale palestinese           |                                                               |
| 40-41 |                                                                     | La metafora nel bambino e nel primitivo                         | I ritmi delle apocalissi paoline e lo stile orale palestinese           |                                                               |
| 41-42 | La psicologia del gesto nel bambino e nel contadino                 | L'antropologia del gesto e la presa di coscienza                | Il ritmo-catechismo ai Corinti e lo stile orale palestinese             |                                                               |
| 42-43 | La psicologia dello stile nel bambino e nel contadino               | Il confronto nel bambino e nel primitivo                        | Il ritmo-catechismo sulla montagna e il targum orale aramaico           |                                                               |
| 43-44 | La psicologia del ritmo nel bambino e nel Gallico                   | Il mimodramma nel bambino e nel primitivo                       | Il ritmo-catechismo sul Pane di Vita e il targum orale aramaico         |                                                               |
| 44-45 | La psicologia dell'ironia nel bambino e nel Gallico                 | Il mimogramma nel bambino e nel primitivo                       | Il ritmo-catechismo del Verbo e il targum orale aramaico                |                                                               |
| 45-46 |                                                                     | L'antropologia del linguaggio e la colonizzazione               |                                                                         |                                                               |
| 46-47 |                                                                     | L'antropologia del linguaggio e le civilizzazioni               |                                                                         |                                                               |
| 47-48 |                                                                     | L'antropologia del linguaggio e la civilizzazione gallo-galilea |                                                                         | L'antropologia mimismologica                                  |
| 48-49 |                                                                     | L'antropologia del linguaggio e la tradizione gallo-galilea     |                                                                         |                                                               |
| 49-50 |                                                                     | L'antropologia del linguaggio e i gesti gallo-galilei           |                                                                         |                                                               |
| 50-51 |                                                                     | L'antropologia del mimismo e la metodologia gallo-galilea       |                                                                         |                                                               |
| 51    | Umanità, Maternità, Natività                                        |                                                                 |                                                                         |                                                               |
| 52    | L'antropologia del mimismo e i gesti materni                        |                                                                 |                                                                         |                                                               |
| 53    | L'antropologia del mimismo e i rabbi galilei                        |                                                                 |                                                                         |                                                               |
| 54    | L'antropologia rabbi-contadini galilei                              |                                                                 |                                                                         |                                                               |
| 55    | L'antropologia mimismologica e le apocalissi galilee                |                                                                 |                                                                         |                                                               |
| 56    | L'antropologia mimismologica e i proverbisti-contadini galilei      |                                                                 |                                                                         |                                                               |
| 57    | L'antropologia mimismologica e la tradizione di stile orale galileo |                                                                 |                                                                         |                                                               |

Al termine della sua vita, ha iniziato ad elaborare la sintesi del suo pensiero in un'opera intitolata l'Antropologia del gesto che Gabrielle Baron ha pubblicato come opera postuma. Ella ha anche raccolto in due volumi La Manducazione della Parola e Il Parlante, la Parola e il Soffio i vari saggi scientifici pubblicati da vivo. In questa sintesi finale, Marcel Jousse ritorna sulle grandi leggi del gesto e della memoria: Bilateralismo, Mimismo e Formulismo.
Le sue ricerche l'hanno condotto ad interessarsi in modo particolare alla trasmissione orale della Bibbia e più specificamente alla formazione orale dei Vangeli, alla loro trasmissione orale ed alla loro traduzione e messa per iscritto. L'originalità di Marcel Jousse consiste nel non essere rimasto sul piano teorico, riguardo a questi temi, ma di averli resi accessibili a persone di stile scritto, come noi, proponendo la pratica di recitazioni ritmo-pedagogiche del Vangelo.
Molte correnti attuali di trasmissione orale della Bibbia e di esegesi della Parola a partire dallo Stile Orale globale sono tributarie delle sue ricerche:
1. Gli studi delle collane evangeliche condotti da Pierre Perrier
2. L'Associazione canadese del recitativo biblico ACRB la cui fondatrice Louise Bisson  ha studiato presso la Fondazione Marcel Jousse.
3. La Fraternità Saint Marc
4. Parole vivante de Pierre Scheffer
5. L'associazione Parole et geste[collegamento interrotto]
6. L'associazione EEChO che si interessa delle fonti giudeo-cristiane.
7. Gli studi sui Vangeli nel calendario di Denis Grenier e Bernard Frinking

Ma attraverso la sua antropologia del gesto, Marcel Jousse ha cercato di rinnovare la pedagogia, tanto profana quanto sacra, facendone una mimopedagogia. È quest'approccio che persegue attualmente l'Istituto Europeo di Mimopedagogia, alla scuola di Marcel Jousse , diretto da Yves Beaupérin.
Più ampiamente ancora, Marcel Jousse mirava a stabilire un legame tra discipline spesso indipendenti: antropologia, etnologia, linguistica, psicologia, psichiatria, pedagogia, catechesi, liturgia, esegesi...
La sua opera resta di grande attualità e di una sorprendente fecondità. Per farla conoscere esiste l'associazione Marcel Jousse .

## Elementi bibliografici

### Pubblicazioni
- Études de psychologie linguistique. Le style oral rythmique et mnémotechnique chez les verbomoteurs. Archives de philosophie, Volume II, Cahier IV, 1925. Paris, Gabriel Beauchesne, Éditeur, 1925, 242 p. Disponibile online
- La pensée et le geste. 1 : le geste mimique corporel et manuel. Le manuscrit autographe,1927
- Études sur la psychologie du geste. Les rabbis d'Israël. Les récitatifs rythmiques parallèles. I Genre de la maxime, Spes , Paris, 1930
- Méthodologie de la psychologie du geste. Revue des cours et conférences, n° 11, 15 mai 1931, p. 201-218
- Les Lois psycho-physiologiques du Style oral vivant et leur utilisation philologique. L'Ethnographie, n° 23, 15 avril 1931, p. 1-18
- Henri Brémond et la psychologie de la lecture. In memoriam. Revue des cours et conférences, décembre 1933
- Du mimisme à la musique chez l'enfant, Geuthner, Paris, 1935. Mémoire
- Mimisme humain et psychologie de la lecture, Geuthner, Paris, 1935
- Mimisme humain et style manuel, Geuthner, Paris, 1936
- Les outils gestuels de la mémoire dans le milieu ethnique palestinien : Le Formulisme araméen des récits évangéliques. L'Ethnographie, n° 30, 15 décembre 1935, p. 1-20
- Le mimisme humain et l'anthropologie du langage. Revue anthropologique, Juillet-Septembre 1936, p. 201-215.
- Le bilatéralisme humain et l'anthropologie du langage. Revue anthropologique, avril-septembre 1940, p. 2-30
- Judahen, Judéen, Judaïste dans le milieu ethnique palestinien. L'Ethnographie, n° 38, 1er janvier-1er juillet 1946, p. 3-20
- Père Fils et Paraclet dans le milieu ethnique palestinien. L'Ethnographie, n° 39, année 1941, p. 3-58
- Les formules targoumiques du Pater dans le milieu ethnique palestinien. L'Ethnographie, n° 42, année 1944, p. 4-51
- La manducation de la leçon dans le milieu ethnique palestinien. Geuthner, Paris, 1950
- Rythmo-mélodisme et rythmo-typographisme pour le style oral palestinien. Geuthner, Paris, 1952
- Du style oral breton au Style oral évangélique. Gabrielle Desgrées du Loû. (ce mémoire rédigé intégralement de son vivant mais non publié l'a été dans le Cahier Marcel Jousse n° 8, novembre 1996)

### Opere postume
(Testi redatti e pubblicati dalla sua collaboratrice Gabrielle Baron)
- L'Anthropologie du Geste, Gallimard, 1974 (trad. it. L'antropologia del gesto, Edizione Paoline, Roma, 1979)
- La Manducation de la Parole, Gallimard, 1975 (trad. it. La manducazione della parola, Edizione Paoline, Roma, 1980)
- Le Parlant, la Parole et le Souffle, Gallimard, 1978, (non tradotto in italiano)

Queste opere sono state ripubblicate nel 2008 in un volume unico sotto il titolo L'Anthropologie du Geste presso l'editrice Gallimard nella collezione Tel.
(Testi redatti e pubblicati da Edgard Sienaert)
- Dernières Dictées, Association Marcel Jousse, 1999

## Testimonianze di uditori contemporanei
- « Jousse è stato senza dubbio uno degli spiriti che hanno più efficacemente preparato la riconciliazione di Israele e della Chiesa avendo il genio di ascoltare la parola nelle sue fonti e di interpretarla in funzione del suo substrato semitico e nel suo contesto storico ». (André Chouraqui uditore)
- Marcel Jousse, « quel grande spirito allo stesso tempo santo e laico le cui idee, il magistero rappresentano una pietra miliare della psicologia del linguaggio in Francia » (André Spire uditore)

### Documenti biografici
- Gabrielle Baron. Marcel Jousse, introduction à sa vie et à son œuvre, Casterman, 1965. (Préface du cardinal Béa) (Réédition en 1981 au Centurion sous le titre Mémoire vivante : Vie et oeuvre de Marcel Jousse)
- Rémy Guérinel. Dans la succession de l'Abbé Rousselot: Marcel Jousse, s.j. (1886-1961). In Sur les pas de Marey. Science(s) et cinéma. Paris, L'Harmattan. 243-251.
- Rémy Guérinel. Déchiffrer l'énigme Marcel Jousse (1886-1961) au regard de l'éclipse de Pierre Janet (1859-1947). Janetian Studies Vol. 3. 2006.
- Rémy Guérinel. Témoignages sur le vif de Marcel Jousse,  auditeur et « fidèle disciple » de Pierre Janet. Janetian Studies. Numéro Spécial 02, 2007, 57-64.
- Rémy Guérinel. Marcel Jousse entre Pierre Janet et Joseph Morlaas. Annales Médico-Psychologiques, N° 3-2008, 79-84.
- Frédéric Lefèvre. Marcel Jousse : une nouvelle psychologie du langage. Roseau d'or, 1927.
- Ferdinand Legros. Qui es-tu Marcel Jousse ? Un illustre savant sarthois méconnu.La vie mancelle, juin–juillet 1968, 10-12.
- Joseph Morlaas. Marcel Jousse : un maître. Revue Renaissance de Fleury, N°104 Noël 1977.
- René d'Ouince. Le Révérend Père Marcel Jousse. Courrier France, novembre 1961.
- Fily Dabo Sissoko. Sagesse noire (Sentences et proverbes malinkés). Editions la Tour du guet, 1955. (L'introduction aborde la rencontre avec Marcel Jousse)
- Claude Tresmontant. Un génial précurseur : Marcel Jousse. Ecclesia 198, 1965, 99-104.

### Documenti contemporanei a Jousse
- Sous le signe du Style oral. Le Jésus-Christ du R. P. de Grandmaison. Les nouvelles littéraires, 21 juillet 1928.
- Etienne Boucly. Le style oral dans les milieux palestiniens. Revue juive de Genève, mai 1934.
- Etienne Boucly. La mimique hébraïque et la rythmo-pédagogie vivante (Bible et Science). Cahiers juifs, vol. 15, 1935.
- Etienne Boucly. Le style oral chez les Rabbis d'Israël (Bible et science). Cahiers juifs, vol. 7, 1934.
- Henri Brémond. Le R .P. Jousse et la psychologie de la prière. La vie catholique, 20 avril 1929.
- Georges Charensol. Le cinéma, art du geste. Le Monde , 15 septembre 1929.
- Adolphe Ferrière. Rythme et geste chez les tout-petits. Pour l'Ere nouvelle, juin 1928.
- Gaston Fessard. Le style oral du Père Marcel Jousse. Une nouvelle psychologie du langage. Etudes, 1927, troisième partie, Tome 192.
- Léonce de Grandmaison. Le style oral. En marge d'un mémoire de psychologie linguistique. Etudes, 20 juin 1925, 685-705.
- Paul Halflants. Le sémitisme chez les écrivains catholiques. La Revue catholique des Idées et des faits, 30 décembre 1927.
- Robert Jacquin. Notions sur le langage d'après les travaux du Père Marcel Jousse, J. Vrin, 1929.
- Frédéric Lefèvre. La psychologie expérimentale. Une heure avec M. Pierre Janet (en présence de Marcel Jousse). Les nouvelles littéraires. Samedi 17 mars 1928.
- Jean Lhermitte. Langage et Mouvement. L'Encéphale n°1,1938, 1-28.
- Joseph Morlaas. Du Mimage au Langage. L'Encéphale n° 3, Paris, 1935.
- Antoine Meillet. Marcel Jousse - Etudes de psychologie linguistique. Bulletin de la Société de Linguistique de Paris, Tome 26, Fascicule 3, N° 80, 1925, p. 5.
- André Ombredane. Le langage, gesticulation significative, mimique et conditionnée. Revue philosophique de la France et de l'étranger. 1931, III, 217-230.
- Gilbert Robin. Actualités psychologiques. En marge des travaux de Marcel Jousse. Les nouvelles littéraires, 28 octobre 1927.
- Adolphe Thomas. L'Anthropologie du Geste et les Proverbes de la Terre, Revue anthropologique n° 10-12, octobre-décembre 1941.

### Documenti postumi
- Robert Aron. Trop en avance sur son temps. Les Nouvelles Littéraires, 10 juin 1965.
- G. Aulestia. Marcel Jousse y Manuel Lekuona: dios pioneros de la literatura oral. Revista internacional de los estudios vascos. 1994, vol. 39, no1, pp. 27–40.
- Gabrielle Baron. Introduction au style oral de l'Évangile, d'après les travaux de Marcel Jousse, Le Centurion, 1981.
- Anne Boissière. Geste, langage, mimèsis : la référence à Marcel Jousse dans Problèmes de sociologie du langage (de Walter Benjamin). in « La tâche du traducteur (autour de Walter Benjamin) », Avril 2004, Athènes, Institut Français d'Athènes.
- Michel de Certeau. Une anthropologie du geste : Marcel Jousse. Etudes, 1970, 770-773.
- André Chouraqui. Les oeuvres posthumes de Marcel Jousse. Rencontre. Chrétiens et Juifs. 1979, no60, pp. 77–79.
- Françoise Fromont. L'enfant mimeur - L'anthropologie de Marcel JOUSSE et la pédagogie. Editions EPI 1978 - Coll. "Hommes et groupes".
- Maurice Houis. Une lecture introductive à l'Anthropologie du Geste de Marcel Jousse, in Humanisme et foi chrétienne. Mélanges scientifiques du centenaire de l'Institut Catholique de Paris, Paris, Beauchesne, 1976, pp. 145–156.
- Maurice Houis. De l'impression à l'expression: une approche de l'anthopologie selon Marcel Jousse. Recherche, Pédagogie et Culture, 1979, 40:24-27.
- Cherif Keita. Fily Dabo Sissoko et Marcel Jousse: Dialogue sur l'oralité. In: Ministère de la Culture du Mali, editor. Tradition et modernité dans l'oeuvre littéraire de Fily Dabo Sissoko. Bamako: Editions Jamana, 2001: 144-159.
- Maxime Kovalevsky. Le Formulisme dans la Musique liturgique chrétienne. Encyclopédie des musiques sacrées, Paris: Labergerie -Mame, 1970.
- Maxime Kovalevsky. Tradition palestinienne et tradition française à la lumière des écrits du père Jousse. Présence orthodoxe, 1994, no2, pp. 11–24.
- Jacques Lecoq. Le geste sous le geste. in Marcel Jousse, Du geste à la parole, Centre Sèvres, 1987, 55-58.
- Jacques Madaule. L'œuvre de Marcel Jousse. Revue catholique internationale Communio, I, 7 - n°7 septembre 1976.
- A. Milet.  La Parole charnelle. Jean Sulivan et Marcel Jousse. La Foi et le Temps, Liège, 1982, vol. 12, no3, pp. 261–273.
- Marie-Madeleine Réty. L'Anthropologie de Marcel Jousse et le développement de l'enfant. Cahiers Marcel Jousse, n° 6, novembre 1993, 9-49.
- François Richaudeau, De Marguerite Duras à Marcel Jousse, le Jésuite. Communication et Langages, n° 69, 1986, pp. 8–25.
- André Robert. Les cours oraux de Marcel Jousse. Revue de l'Institut Catholique de Paris, 1985, no14, pp. 105–113.